# فام دوك هوي
فام دوك هوي (بالفيتنامية: Phạm Đức Huy) هو لاعب كرة قدم فيتنامي في مركز نصف الجناح، ولد في 20 يناير 1995 في محافظة هاي ديونغ في فيتنام. شارك مع منتخب فيتنام تحت 20 سنة لكرة القدم ومنتخب فيتنام تحت 23 سنة لكرة القدم. أما مع النوادي، فقد لعب مع نادي هانوي.

## وصلات خارجية
- فام دوك هوي على موقع قاعدة بيانات كرة القدم.إي يو (الإنجليزية)
- فام دوك هوي على موقع Soccerway.com (الإنجليزية)